# Sympherobius scriptus
Sympherobius scriptus is een insect uit de familie van de bruine gaasvliegen (Hemerobiidae), die tot de orde netvleugeligen (Neuroptera) behoort. 
Sympherobius scriptus is voor het eerst wetenschappelijk beschreven door Navás in 1917.